# Matriz antihermitiana
En álgebra lineal, una Matriz antihermitiana es una matriz cuadrada cuya traspuesta conjugada es menos la matriz. Esto es si satisface a la relación:
{\displaystyle (A^{T})^{*}} {\displaystyle =-A}
o en su forma componente, si ({\displaystyle A=a_{i,j}}):
{\displaystyle a_{i,j}=-{\overline {a_{j,i}}}}
Para todas las i y las j.

## Ejemplo
Por ejemplo, la siguiente matriz es una matriz antihermitiana:
{\displaystyle {\begin{pmatrix}i&2+i\\-2+i&3i\end{pmatrix}}}

## Propiedades
- 1. Los autovalores de una matriz antihermitiana son todos imaginarios puros. Es más, las matrices antihermitianas son matrices normales. Por lo tanto, son diagonalizables y sus autovectores para distintos autovalores son ortogonales.
- 2. Si A es antihermitiana entonces iA es hermitiana.
- 3. Si A,B es antihermitiana, entonces aA+bB es antihermitiana para todos los escalares reales de a,b.
- 4. Si A es antihermitiana, entonces A2k es hermitiana para todos los naturales k.
- 5. Si A es antihermitiana, entonces A2k+1 es antihermitiana para todos los naturales k.
- 6. Si A es antihermitiana, entonces eA es matriz unitaria.
- 7. La diferencia entre una matriz y su traspuesta conjugada ({\displaystyle C-C^{*}}) es antihermitiana.
- 8. Una matriz cuadrada arbitraria C puede ser escrita como la suma de la matriz hermitiana A y la matriz antihermitiana B:

{\displaystyle C=A+B\quad {\mbox{para}}\quad A={\frac {1}{2}}(C+C^{*})\quad {\mbox{y}}\quad B={\frac {1}{2}}(C-C^{*}).}